# 阳和平
阳和平（英語：Fred Engst；1952年—），中国大陆经济学家、历史学家。美国共产主义者阳早、寒春夫妇的长子。自小在中国出生长大，成年后在美国生活过一段时间，2007年起任教于对外经济贸易大学。

## 生平

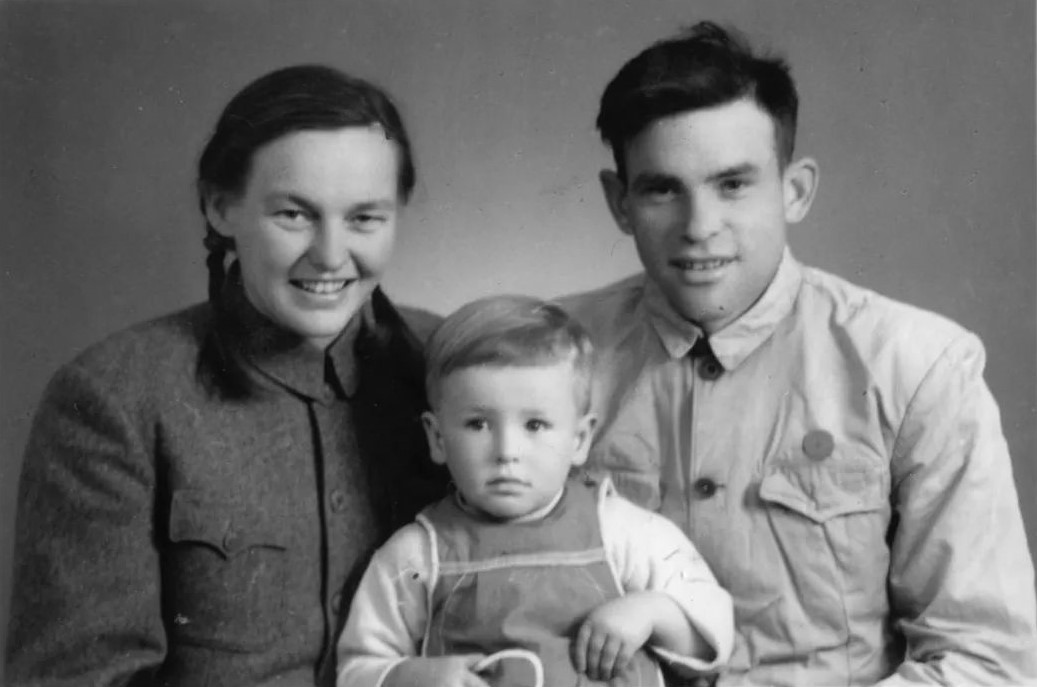
寒春、阳早和1岁多的阳和平（摄于1954年）

20世纪40年代，阳和平的父母受《红星照耀中国》等红色书籍的影响，先后来到延安，并在延安的窑洞里结了婚。1952年，寒春来到北京待产，受邀参加亚洲太平洋地区和平会议，会议后不久生下一个孩子，宋庆龄为其取名为“和平”。出生40天后，阳和平和母亲一起回到陕西西安的草滩农场。1966年，阳早寒春夫妇被调到北京。阳和平跟随表姐卡玛，还有几十个北大、清华学生，想从北京走到延安、井冈山，然后走回北京。但到山西阳泉时，阳和平和卡玛在一座煤矿里待了两个多月。1969年被分配到北京市光华木材厂当工人。
1974年，阳和平到美国，先后在农场、修理厂、汽车厂工作。结婚、生子。1981年开始半工半读上大学，1987年毕业。毕业后在中国停留了近10个月，又回美国读博。1997年以论文《资本主义经济危机的周期研究》通过答辩，成为罗格斯大学经济学博士。后曾在特拉华州立大学、西切斯特宾夕法尼亚州大学拉菲亚学院等大学任教。在美国的这段时间，阳和平发现自己很难融入美国社会中，多次往返中美两国之间，在文化和思想的冲撞中徘徊，逐步坚定了自己对马克思主义的信仰。2007年，阳和平回到中国定居，任教于对外经济贸易大学国际经济贸易学院，主要教授计量经济学和统计学等。

## 其他
多次应邀前往多家中國高校讲座，评点中国经济和中華人民共和國历史，讲述他们一家人与红色中国的故事。曾参加北京广播电视台科教频道《非常说名》访谈节目。
对文化大革命持肯定态度，发表相关文章多篇，如《我在中美两国当工人的不同感受》《也谈人性、恶和文革》《试论无产阶级的大民主》《关于民主、民心和专政之间关系的几点看法》《社会主义时期工人阶级和其政党之间关系的探析》等。